# Дружеский удар локтями

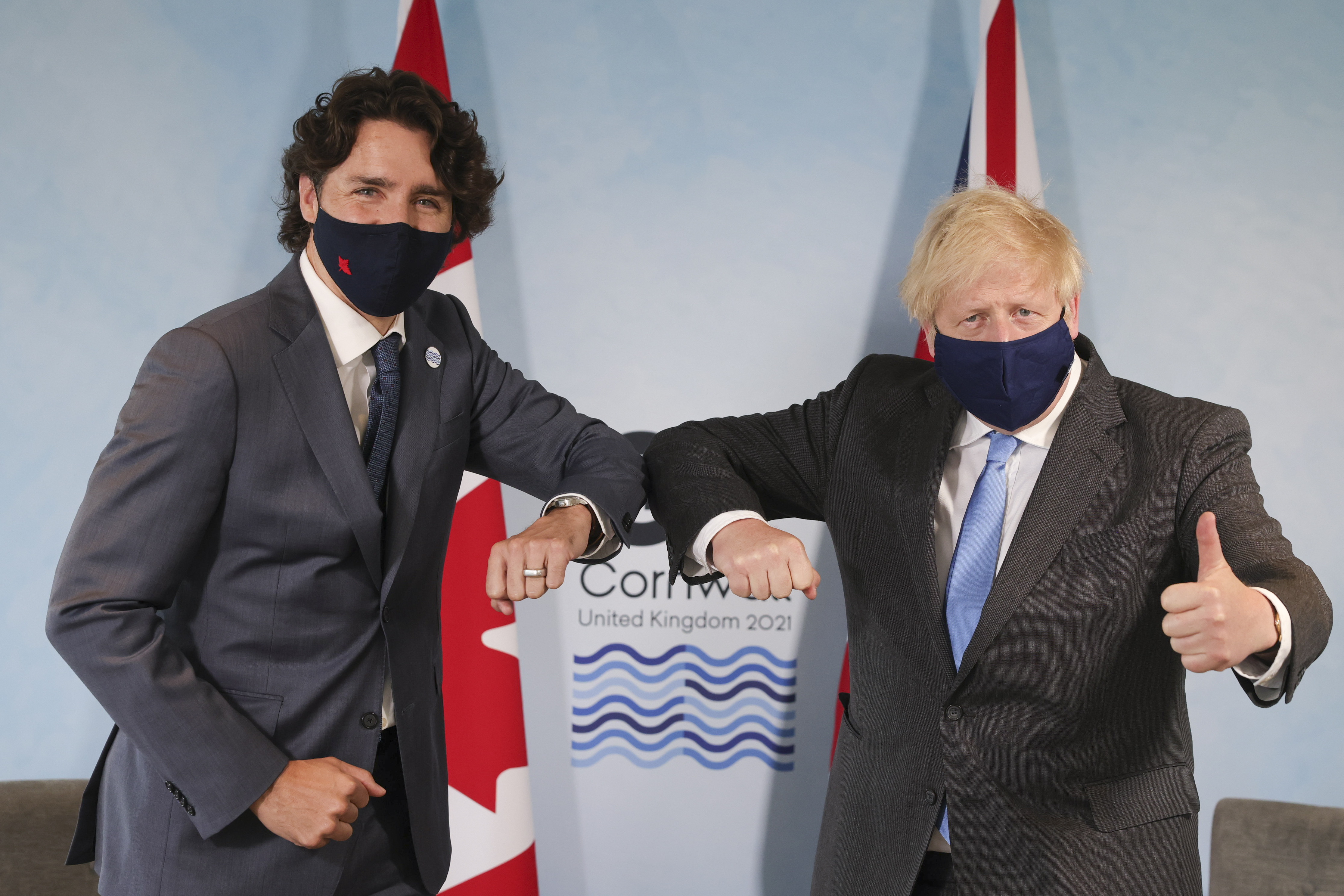
Джастин Трюдо (слева) и Борис Джонсон (справа), премьер-министры Канады и Великобритании соответственно, ударяются локтями на 47-м саммите G7 в 2021 году.

Удар локтями — неформальное приветствие, при котором два человека соприкасаются локтями. Интерес к этому приветствию возродился во время паники из-за птичьего гриппа в 2006 году, пандемии свиного гриппа в 2009 году, вспышки Эболы в 2014 году и пандемии COVID-19, когда чиновники здравоохранения поддержали его использование в качестве альтернативы рукопожатию, чтобы уменьшить распространение микробов. Во время последней пандемии[прояснить] власти[прояснить] сообщили, что даже удар локтем слишком рискован, и предложили здороваться на расстоянии.

## Городская молодёжь
Иногда предполагается, что удар локтем в качестве приветствия произошел от более известного удара кулаком, появившегося в 1980-х годах. Самое раннее упоминание об ударе локтем Дэвида Граймса подтверждает эту гипотезу. Совсем недавно, Шакил О'Нил продемонстрировал производную природу удара локтем по отношению к удару кулаком в 2004 году, когда он отклонил приветствие Коби Брайанта нерешительным ударом локтя.

## Популярность из-за гигиенической безопасности

### Вспышка птичьего гриппа в 2006 году
Сторонником удара локтями является Всемирная организация здравоохранения. В 2006 году из-за опасений возможной пандемии птичьего гриппа ВОЗ предложила использовать удар локтям как средство «держать вши других людей на расстоянии вытянутой руки». Майкл Белл был главным сторонником использования удара локтями, отмечая, что это также может помочь сдержать распространение таких заболеваний, как Эбола, путём моделирования социального поведения, которое ограничивает физический контакт.

### Пандемия свиного гриппа 2009
К удару локтем возобновился интерес, когда пандемия свиного гриппа 2009 года в Мексике начала перерастать во всемирную пандемию. К 2009 году удар локтями приобрела такую большую популярность, что люди в Мексике взяли за правило использовать такой жест для уменьшения распространения болезни. Как и в 2006 году, удар локтём был поддержан рядом должностных лиц здравоохранения, таких как Санджай Гупта, главный медицинский корреспондент CNN.

### Вспышка Эболы осенью 2014 года
В октябре 2014 года вспышка болезни Эбола возродила интерес к приветствию.

### Пандемия COVID-19

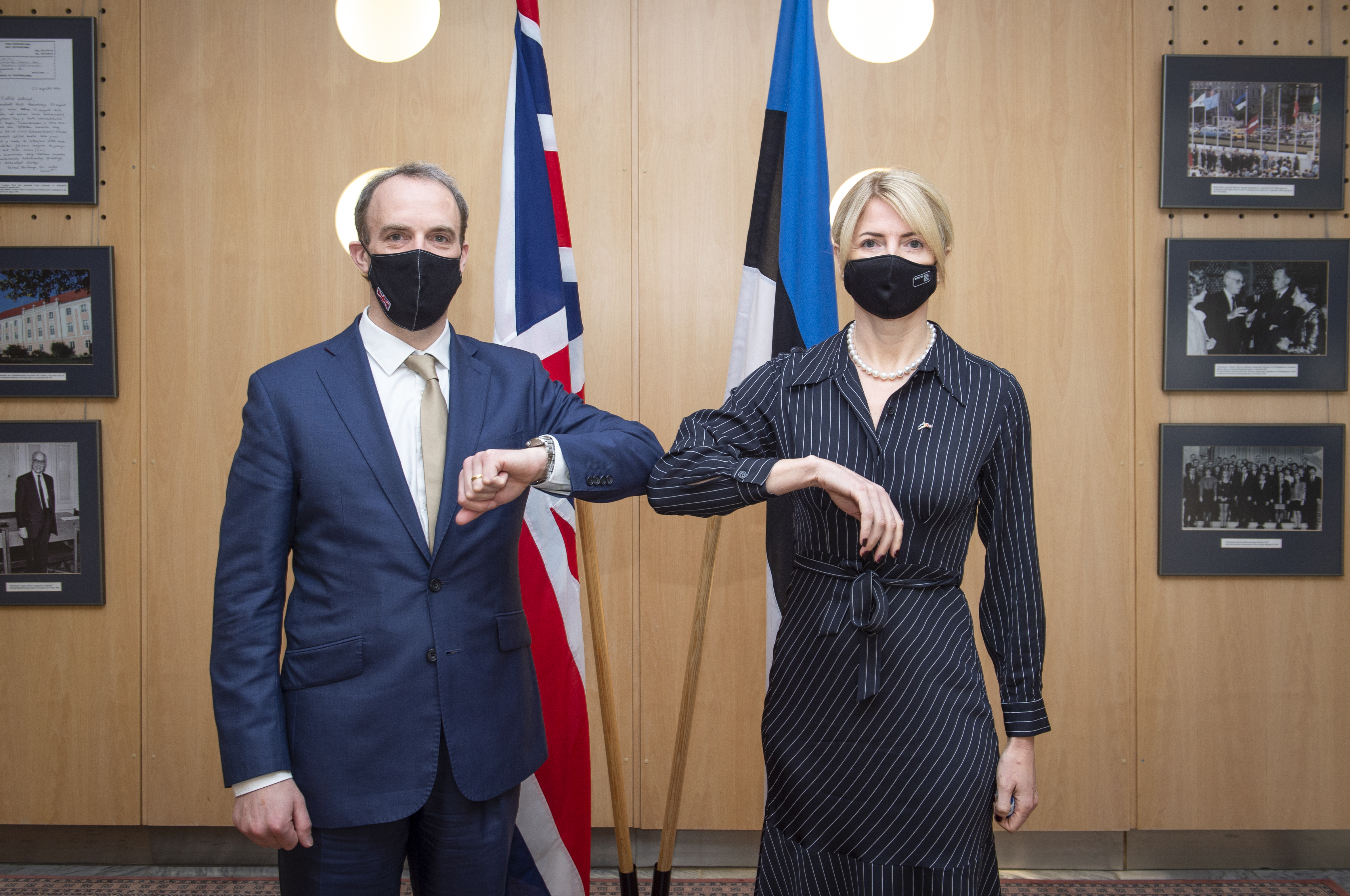
Доминик Рааб (министр иностранных дел Великобритании) ударяет локтём Еву-Марию Лииметс (министра иностранных дел Эстонии) в Таллине в марте 2021 года.

На ранних стадиях пандемии COVID-19 в США представители здравоохранения советовали людям избегать физического контакта с другими людьми, включая рукопожатие. B качестве альтернативы был предложен удар локтями. На пресс-конференции 2 марта главный хирург США Джером Адамс продемонстрировал журналистам удар локтём, сказав: «Вероятно, нам следует на некоторое время пересмотреть рукопожатие».
По мере распространения эпидемии удар локтиями не поощрялся, поскольку рекомендации были расширены, чтобы рекомендовать физическое дистанцирование, например, держаться на расстоянии не менее 6 футов от других людей, как способ уменьшить риск заражения или распространения болезни. Генеральный директор Всемирной организации здравоохранения Тедрос Адханом Гебрейесус сообщил, что удар локтём слишком рискован, поскольку ставит людей слишком близко друг к другу. Он рекомендовал использовать бесконтактное приветствие, например, прикладывание руки к сердцу, с расстояния не менее одного метра.

## В культуре
К 2009 году удар локтем был одобрен университетскими чиновниками и нобелевским лауреатом Питером Агре.
Слово «удар локтём» было признано словом года в 2006 году по версии Нового Оксфордского американского словаря.
На службе под открытым небом в рамках фестиваля Greenbelt в 2009 году верующим было рекомендовано приветствовать друг друга «ударом локтя мира» вместо более обычного «святого поцелуя» во время христианского обряда мира из-за опасений по поводу свиного гриппа.
Креативный директор Стивен Пол Райт из Нью-Йорка запустил эмодзи для обозначения «удара локтём» в ответ на пандемию COVID-19.